# Källstorps församling (före 1550)
Källstorps församling var en församling  i Lunds stift i nuvarande Svalövs kommun. Församlingen uppgick under medeltiden i Svalövs församling.

## Administrativ historik
Församlingen har medeltida ursprung och uppgick redan under medeltiden i Svalövs församling.